# Giải điện ảnh Châu Á - Thái Bình Dương cho phim hoạt hình xuất sắc nhất
Những phim thắng giải và đề cử của Giải thưởng điện ảnh Châu Á - Thái Bình Dương cho hạng mục Phim hoạt hình hay nhất.

## Danh sách các phim hoạt hình đoạt giải và được đề cử

### Thập niên 2000
| Năm  | Đoạt giải | Đề cử | Nguồn |
| ---- | --- | --- | ----- |
| 2007 | 5 Centimet trên giây (Byôsoku 5 senchimêtoru) - Nhật Bản - Kawaguchi Noritaka                                                 | - The Big Fighting Between Wukong and God Erlang (Wukong Da Zhan Er Lang Shen) - Trung Quốc - Hansen Liang and Zhou Meiling - Mùa hè với Coo (Kappa no ku to natsu yasumi) - Nhật Bản - Sugiyama Yutaka |       |
| 2008 | Waltz with Bashir (Vals Im Bashir) - Israel/Pháp/Đức - Ari Folman, Serge Lalou, Yael Nahlieli, Gerhard Meixner and Roman Paul | - If You Were Me: Anima Vision 2 (Byul-Byul Yi-Ya-Gi 2: Yeo-Seot-Bit-Ggal Mu-Ji-Gae) - Hàn Quốc - Nam Kyu-sun - Stranger: Mukou Hadan (Sutorejia: Mukô hadan) - Nhật Bản - Minami Masahiko |       |
| 2009 | Mary và Max - Úc - Melanie Coombs                                                                                             | - The Sky Crawlers (Sukai Kurora) - Nhật Bản - Ishii Tomohiko - Cuộc chiến mùa hè (Sama Wozu) - Nhật Bản - Takahasi Nozomu, Ito Takuya, Watanabe Takashi - First Squad (Perviy Otryad) - Nga/Nhật Bản/Canada - Tanaka Eiko, Misha Sprits, Aljosha Klimov - The Tale of Soldier Fedot, The Daring Fellow (Pro Fedota-Streltsa, Udalogo Molodtsa) - Russian Federation - Alexander Boyarsky, Sergey Selyanov |       |

### Thập niên 2010
| Năm  | Đoạt giải | Đề cử | Nguồn       |
| ---- | --- | --- | ----------- |
| 2010 | 2010 Piercing I - People's Republic of China - Lynne Wang                                                               | - Legend of the Guardians: The Owls of Ga'Hoole (nhận được một sự tán thưởng lớn) - Úc/Hoa Kỳ - Zareh Nalbandian - King of Thorn - Nhật Bản - Tsuchiya Yasumasa - Shinko và phép lạ nghìn năm - Nhật Bản - Iwase Tomohiko, Ichii Miho, Matsuo Ryoichiro - Oblivion Island: Haruka and the Magic Mirror - Nhật Bản - Ishikawa Mitsuhisa, Kameyama Chihiro             |             |
| 2011 | Leafie, A Hen into the Wild - Hàn Quốc - Oh Seongyun                                                                    | - The Ugly Duckling - Liên bang Nga - Gari Bardin - Những đứa trẻ đuổi theo tinh tú - Nhật Bản - Makoto Shinkai - RPG Metanoia - Philippines - Luiz Suarez - Tatsumi - Singapore - Eric Khoo |             |
| 2012 | Lá thư gửi đến Momo (Momo e no tegami) - Nhật Bản - Ishikawa Mitsuhisa, Ikeda Hiroyuki, Watanabe Shigeru, Hamana Kazuya | - Ngọn đồi hoa hồng anh (Kokurikozaka Kara) - Nhật Bản - Suzuki Toshio - Happy Feet Two - Úc/Hoa Kỳ - Doug Mitchell, George Miller and Bill Miller - Cầu vồng đom đóm - Kỳ nghỉ hè vĩnh cửu (Niji-Iro Hotaru: Eien no Natsu Yasumi) - Nhật Bản - Umezawa Atsutoshi - Ame và Yuki - Những đứa con của Sói - Nhật Bản - Saito Yuichiro, Ito Takuya và Watanabe Takashi | [ 1 ] [ 2 ] |
| 2013 | Ku! Kin-dza-dza - Liên bang Nga- Sergey Selyanov, Leonid Yarmolnik, Yuri Kushnerev, Oleg Urushev, Konstantin Ernst      | - The Fake (Sa-i-bi) - Hàn Quốc - Cho Young-kag - Patema đảo ngược (Sakasama no Patema) - Nhật Bản - Ono Mikio - Kaze Tachinu (Kaze Tachinu) - Nhật Bản - Suzuki Toshio - The World of Goopi and Bagha (Goopi Gawaiya Bagha Bajaiya) - Ấn Độ - Children's Film Society, India                                                                                        | [ 3 ] [ 4 ] |
| 2014 | Kaguya-hime no Monogatari - Nhật Bản - Nishimura Yoshiaki                                                               | - On the white planet (Chang-baek-han eol-gul-deul) - Hàn Quốc - Kim Ki Hwan - Maya the Bee Movie - Úc/ Đức - Barbara Stephen và Thorsten Wegener - The Satellite Girl and Milk Cow (Oo-lee-byeol il-ho-wa eol-lug-so) - Hàn Quốc - Cho Young-kag - Frog Kingdom (Qingwa wangguo) - Trung Quốc - Nelson Shin                                                         |             |
| 2015 | Sarusuberi: Miss Hokusai - Nhật Bản - Matsuhisa Keiok, Nishikawa Asako                                                  | - Blinky Bill The Movie - Úc/Ấn Độ/Ireland - The Road Called Life - Hàn Quốc - The Snow Queen 2: The Snow King - Liên bang Nga - Omoide no Marnie - Nhật Bản | [ 5 ] [ 6 ] |